# Gastronomia de Menorca
La gastronomia de Menorca tracta sobre el menjar i les begudes típics de la gastronomia de Menorca.
Menorca és una illa rocallosa de vuit municipis. El clima del sud és més suau mentre que al nord hi ha fortes ventades tot l'any. És precisament la sal marina que el vent porta a la gespa on mengen les vaques el que dona un gust característic al formatge. Menorca destaca per haver volgut ser una illa bastant autònoma, la pesca està assegurada però a més hi ha ramaderia de cavalls (que no es mengen!), de porcs (que serveixen per fer embotits que vendran als viatgers de passada) i vaques (amb la pell de les quals es desenvolupa l'artesania del cuir i es fan formatges per vendre als passants). L'agricultura és variada i a petita escala, amb els productes típics mediterranis. A aquesta cuina típica mediterrània cal afegir les successives influències dels diferents pobles invasors, en especial dels anglesos, que van aportar el plum cake, els púdings i el "puny d'ous" (el ponche o punch en anglès). La seua gastronomia, marinera i camperola, es basa sobretot en hortalisses i verdures de l'hort propi, carns pròpies i peix fresc i marisc pescats el mateix dia. Els embotits s'utilitzen com a condiments. L'oli d'oliva, tot i que actualment ja no es produeix a l'illa, n'és també un pilar fonamental.
La cuina menorquina és de vegades una cuina de supervivència i que cuida al màxim el gust original dels produïts de primera qualitat. És senzilla, poc artificiosa però sobretot és cuina de temporada. És una cuina sobretot de peix, sobretot palangre, i de marisc, crustacis, petxines i calamars especialment. Les fruites i verdures es cultiven de manera el més variada possible i a petita escala, només pel consum local.
Fins a mitjans del segle xx, les cabres eren tan abundants que es menyspreaven, es menjaven només quan hi havia fam (collites espatllades, mala pesca, etc.) i d'amagat. Avui són un luxe. En especial són molt apreciats els peus de cabrit menorquins.
L'emperador romà August va haver d'enviar fures per ajudar a caçar els conills a l'illa, de tants que n'hi havia, no és d'estranyar que el conill sigui present especialment a la cuina de l'illa. Després hi ha hagut períodes on estava prohibit caçar. Al segle xvii els anglesos van intentar, sense èxit, introduir cérvols i llebres. Ara queden molt poques peces, però encara es cacen (i crien) conills i diverses aus.

## Generalitats
Les receptes i maneres de cuina menorquines han estat transmeses sobretot per tradició oral, ja que, al contrari que, per exemple Catalunya, que ja compta amb receptaris des de l'edat mitjana, a Menorca les primeres referències escrites sobre la seva gastronomia no es troben fins al 1891, en uns apunts de l'arxiduc Lluís Salvador, als quals referencia alguns usos culinaris més habituals però sense cap recepta. No hi res més fins al 1923, any que es publica De re cibaria, de Pere Ballester, una "obra capital" que recull bona part de la saviesa popular i que desenvolupa amb detall receptes anònimes en les que es basa, però que necessitaven coneixements de la gastronomia local i de cuina per a poder ser interpretades.
La cuina menorquina es basa en els productes locals, de la terra i del mar. Les cultures clàssiques mediterrànies (vegeu Cuina grecoromana) hi ha influït fortament, fomentant l'ús de l'oli d'oliva, vi, llegums i productes conservats en salaó. També n'és important el substrat de la cultura àrab i s'ha enriquit amb algunes aportacions de la cuina francesa i sobretot la britànica, entre d'altres, a causa de les respectives dominacions al segle xviii.
El fet de ser una illa petita ha provocat que el territori, per circumstàncies diverses, hagi hagut de passar per moments d'escassesa, que ha portat a crear plats molt saborosos encara que siguin també molt humils, i versions més senzilles, a l'abast de tothom i en totes circumstàncies, de plats que en origen podien estar destinats només a minories. És el que es coneix com a cuina de subsistència, que no és en absolut exclusiva de l'illa. Actualment, en temps d'abundància, hi ha la idea que un plat amb ingredients de més o superflus no és necessàriament millor sinó al contrari, i es considera de bon gust la senzillesa d'una cuina considerada, en altres temps, "pobra" i "pagesa".
És encara avui dia, època en la qual hom pot obtenir la majoria de productes en qualsevol època de l'any, una cuina estacional, amb productes i receptes de temporada, que segueix els cicles de la natura i les dates assenyalades del calendari segons les seves tradicions.

## Ingredients bàsics
- Peix: Raor, gerret gris blavós i d'una sola fila de dents (diferent al gerret fabiol), raia (ales i fetge), cap-roig, nero, rap, peix de roca en general, bacallà salat.
- Marisc: musclo, escopinya gravada (Venus verrucosa), calamar, sèpia, pop, gamba, cigala, llagosta, cranc pelut (Eriphia verrucosa), cranca (Maia squinado), corn (caragol de mar del gènere Murex)
- Hortalisses: tomàquet de penjar, ceba, all, pebrot, albergínia, carbassó.
- Llegums: Mongetes de ganxet (que a l'illa són guixons),
- Verdura: bledes, espinacs, pèsols (que a l'illa es diuen fesols), col.
- Fruita: tota mena de figues (figaflor, coll de dama, bordissot, paratjal), préssec, xino, albercoc, pera, raïm, taronja, llimona.
- Fruits secs: dàtil, ametlla i pinyons.
- Carn: pollastre, conill, porc, embotits, vedella.
- Bolets: esclata-sangs, cama-seques, moixernons secs.
- Altres: oli d'oliva, pa, mel, tàperes, vi, ous, cargols, brossat, figat, merenga.

## Especialitats

### Maionesa
Es postula que la maionesa és originària de la ciutat de Maó. Segons aquesta tesi, aquesta salsa basada en l'emulsió d'ou i oli d'oliva es donaria a conèixer arran de la breu ocupació francesa de Menorca, que duria la salsa maionesa a França. Segons una altra teoria, fou inventada a una localitat francesa anomenada Maiona, o potser a Baiona. Una tercera repara en la mala consideració els francesos tenien per l'all. Al tastar l'allioli de Menorca, els francesos demanaren eliminar-ne l'all, pel qual es quedava una salsa blanca d'oli i ou, la maionesa. En qualsevol cas, la maionesa, amb i encara més sense all, és un producte, des d'antic, molt utilitzat en la cuina tradicional de l'illa, sigui sola o com a part de la preparació d'un plat. S'utilitza menys que l'allioli, i sovint on, a Catalunya, s'utilitzaria aquest.

### Formatge de Maó

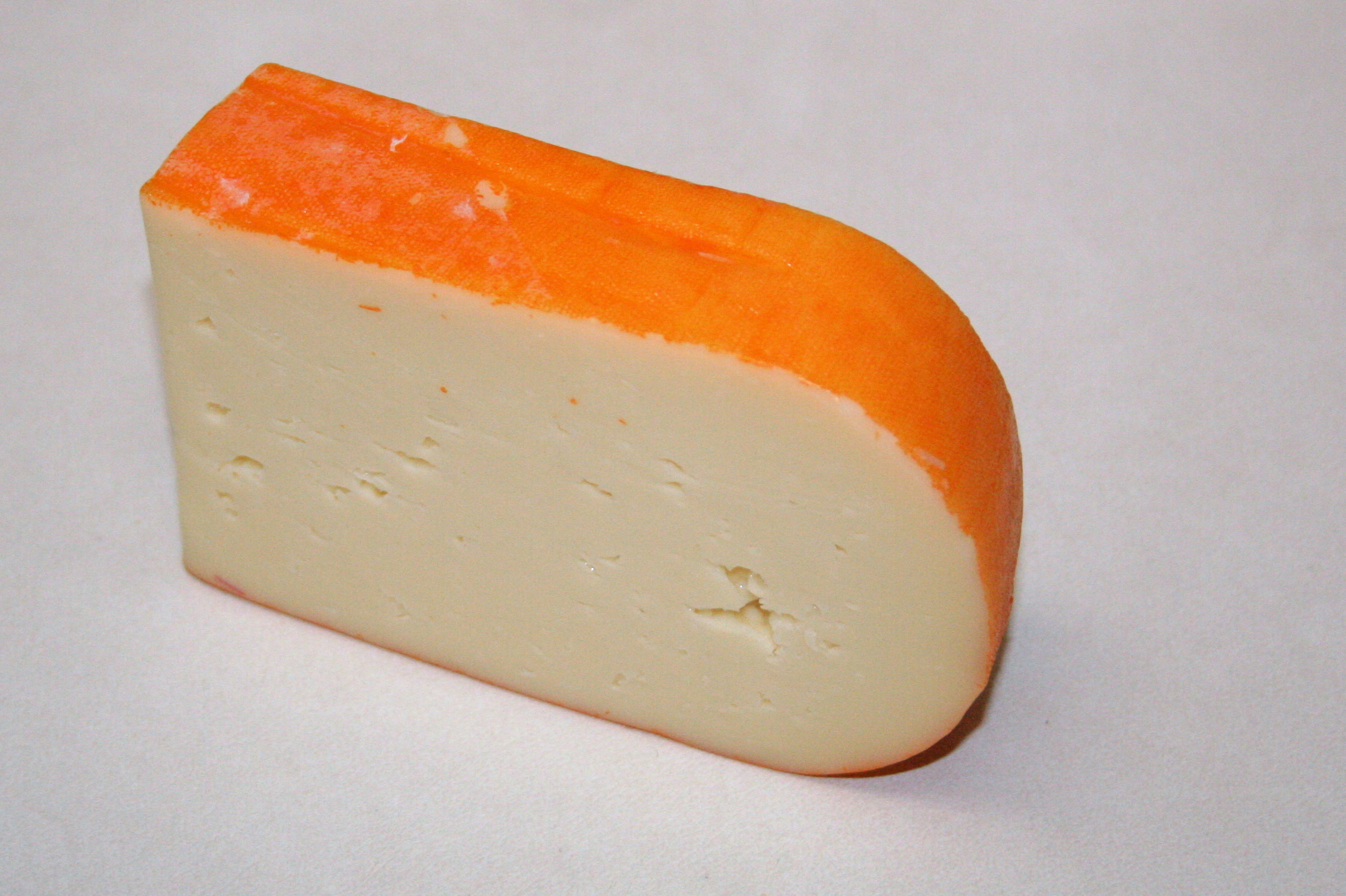
Formatge de Maó

El Formatge de Maó és un producte autòcton produït a Menorca. És un formatge amb Denominació d'Origen Protegida, de pasta premsada no cuita, d'un color ataronjat característic i de forma paral·lelepipèdica i d'arestes arrodonides. Està elaborat i madurat exclusivament a Menorca, segons la tradició i la normativa recollida en el reglament de la DO. Va ser l'any 1985 quan se li atorgà de forma definitiva la denominació d'origen formatge Mahón i posteriorment a l'any 1998 s'incorporà la paraula Menorca al formatge emparat, el qual passà a anomenar-se Mahón-Menorca. N'hi ha quatre varietats principals segons el temps de maduració: el tendre, el semi-curat, el curat i anyenc.
A Menorca, a les mateixes formatgeries, es fa també brossat o recuit fresc de gran qualitat, però no té cap nom específic ni és gaire conegut enfora perquè la seva consumició és local.

## Embotits

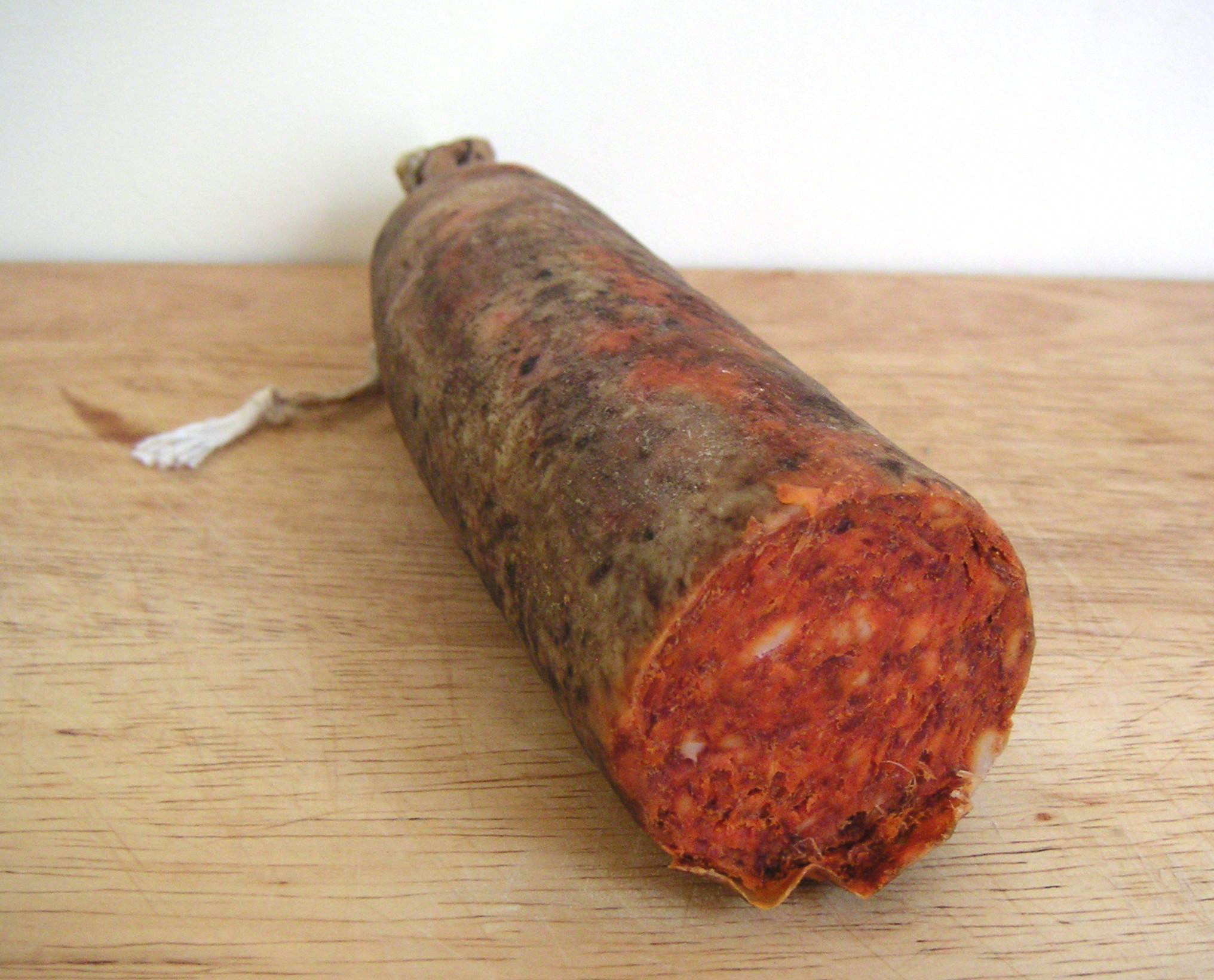
Sobrassada

Excepte la sobrassada, els embotits que es fan a Menorca són una evolució del llegat de l'època romana. Tots es fan amb porc. Les matances del porc, que solen fer-se a l'hivern, es diuen porquejades o porquetjades. Alguns porten sang i són per tant negres i d'altres no.
Les espècies utilitzades, com en general a la cuina dels Països Catalans, són poques i no gaire variades, però són el que dona la personalitat de cada embotit i a més els que s'obtenen són ben diferents i gustosos. Les espècies que se solen utilitzar són el pebre negre, pebre blanc, pebre roig (a la sobrassada), anís, canyella i sal. Algunes persones n'afegeixen d'altres típics mediterranis com la farigola, el romaní i l'orenga.
- Butifarró blanc, de color marró clar grisós, ja que no conté sang, té forma de pilota. Està compost de carn i altres parts de porc i s'envolta d'una fina membrana. Se sol menjar cuinat, normalment fregit.
- Butifarró negre, té els mateixos ingredients i espècies que el botifarró blanc, però conté a més sang de porc. La seva forma és com la d'una butifarra fina. Es menja sovint fregit amb sobrassada i de vegades es menja també cru.
- Camot o cuixot (a Ciutadella), llonganissa cuita negra i molt greixant, pràcticament igual al camaiot mallorquí però amb un granulat menor. Sol contenir carn picada de porc, sang, pebre negre, una punta de pimentó i una altra d'anís. El seu aspecte és molt diferent dels altres, ja que s'emboteix dins d'una cama de porc, d'on li ve el nom. Es menja cru, tallat en llesques molt fines, o cuit.
- Carn-i-xulla o carn-i-xúa, llonganissa crua curada de carn magra picada barrejada amb cansalada tallada a petits quadres i adobada amb sal, pebre i de vegades altres espècies. El procés d'elaboració passa per l'assecat dins del budell alhora que es produeixen altres transformacions. Al contrari que la sobrassada, no es produeix fermentació. El seu aspecte recorda el d'un fuet. Aquest embotit és l'únic específic de Menorca i potser el més antic de l'illa.
- Sobrassada menorquina, més fina i menys picant que la mallorquina. La sobrassada s'elabora a totes les illes balears.

## Plats típics

### Verdures, llegums i vegetals

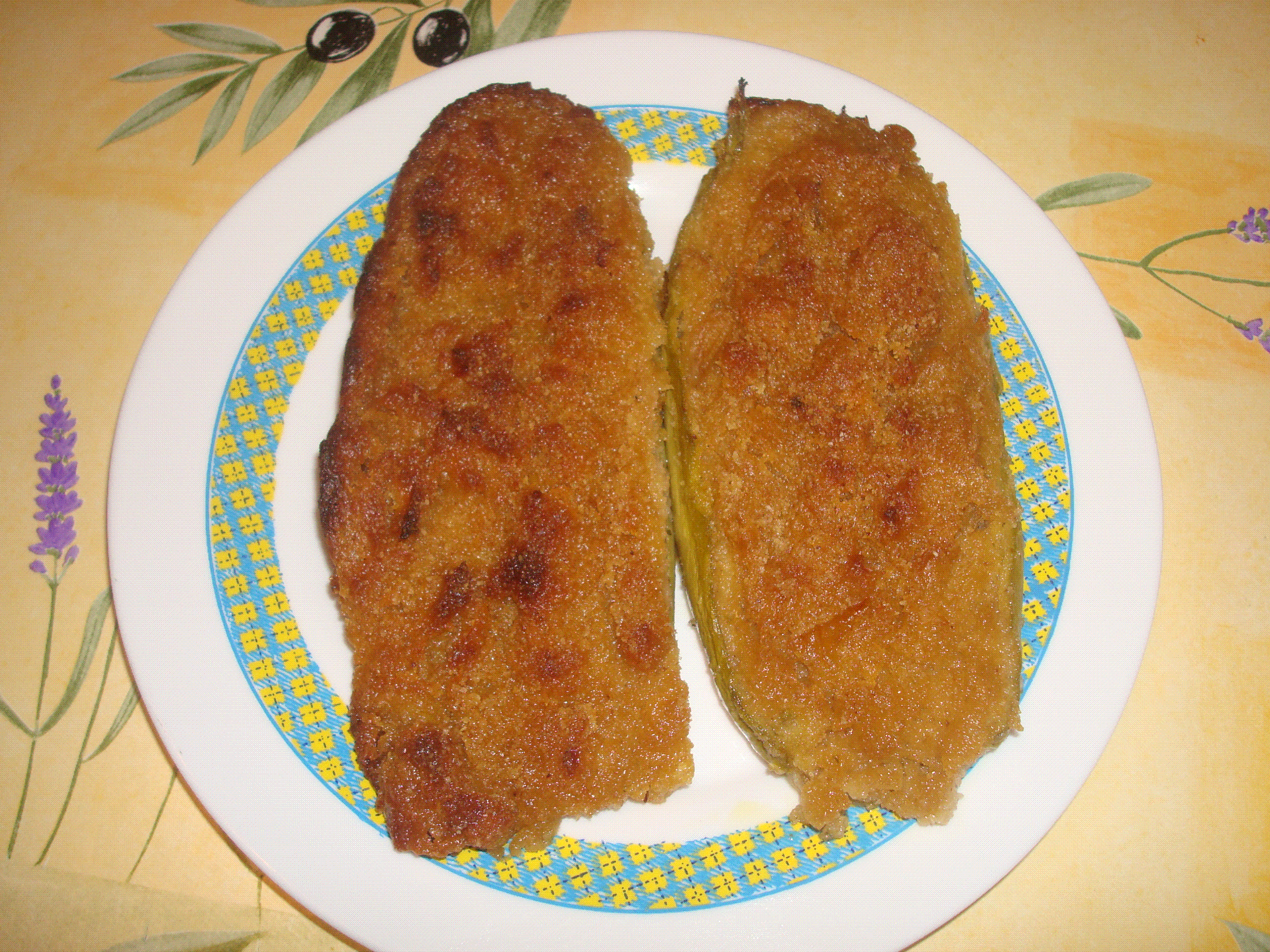
Carbassons farcits

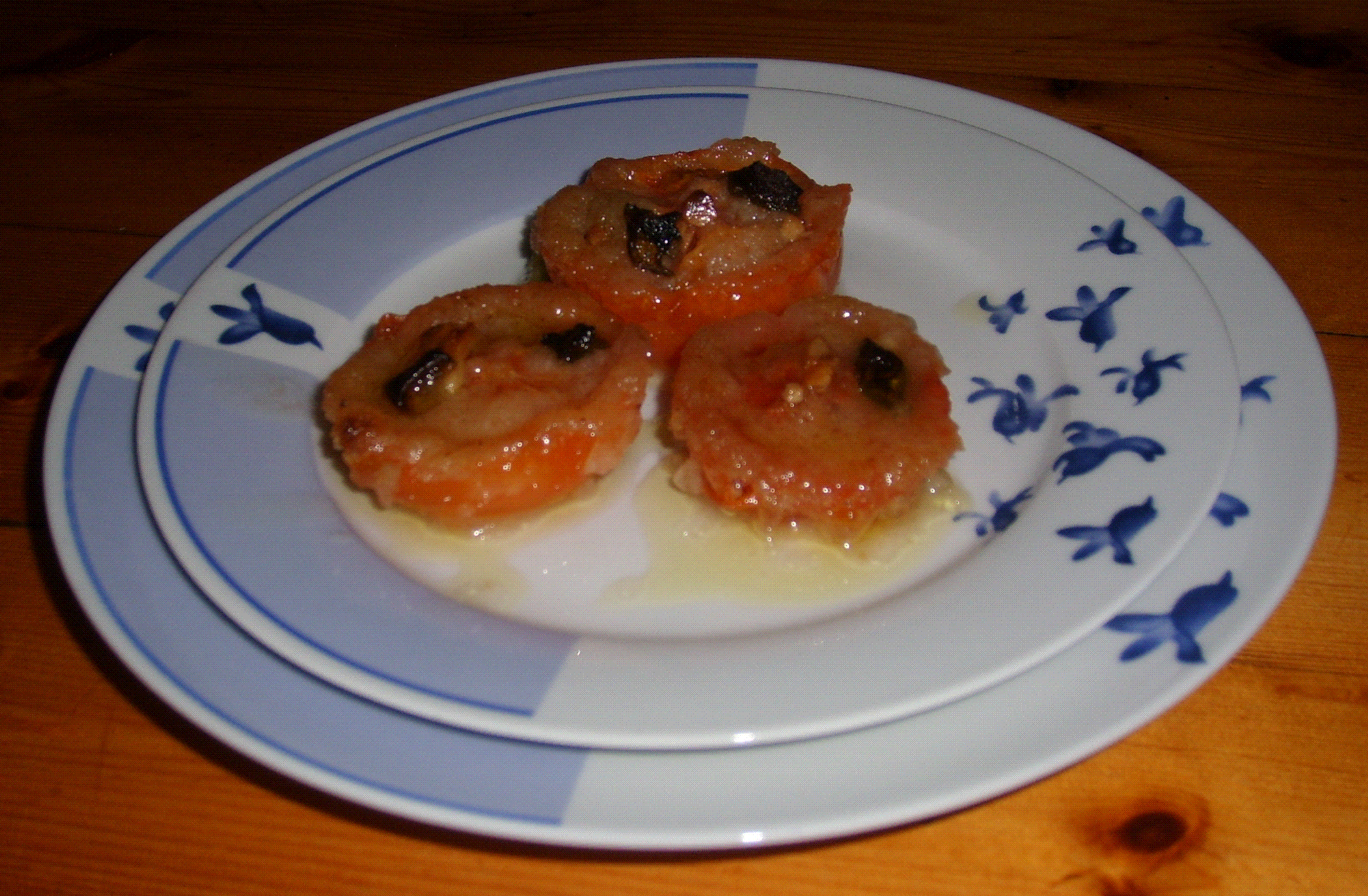
Tomàtics al forn

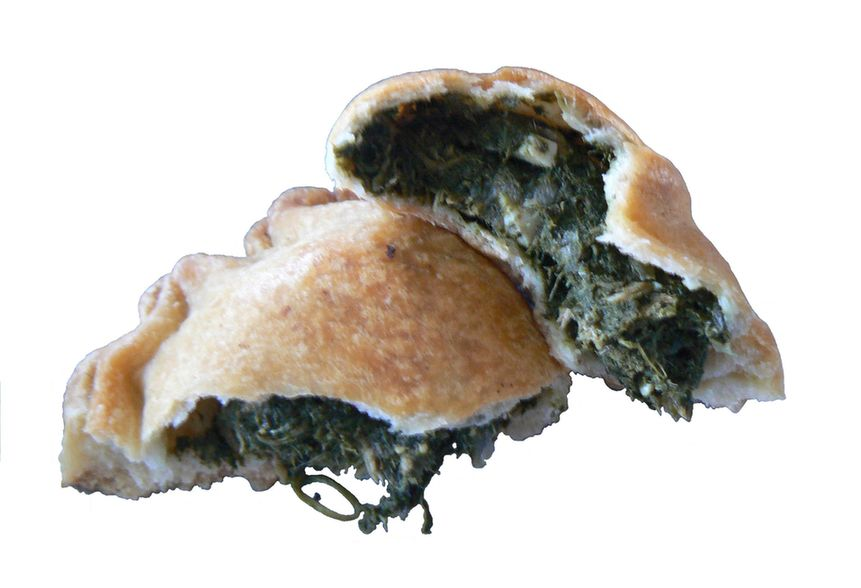
Rubiol d'espinacs

La cuina menorquina, ben mediterrània, és rica en vegetals de tota mena. En aquesta mena de productes frescs l'illa ha estat bastant autònoma, de manera que mai no han faltat, gràcies al fet que s'hi ha mantingut una activitat agrícola com a part de l'economia fins i tot avui dia, temps en què els cultius representen aproximadament la meitat del territori de Menorca. Hi destaquen els tomàquets, d'amanida, de penjar, de ramellet, etc. i altres hortalisses per a fer amanides i sofregits (cebes, pebrot verd italià, pebrot vermell, all), enciam romà per a fer amanides, hortalisses mediterrànies que es fan fregides, farcides o al forn, com l'albergínia, que a Menorca és més aviat petita i molt blanca a l'interior, una variant d'estiu que no es pot cultivar en hivernacle, el carbassó, que es prepara de manera similar, o la carxofa, que també és d'una varietat autòctona, petita, allargada i de color morat, que es menja sobretot com a guarnició, arrebossada i fregida, al forn o en guisats.
Els llegums locals es preparen de "mil formes", alguns dels més freqüents són els guixons, les faves, les llenties, les mongetes i els cigrons.
També s'aprecien molt els bolets (gírgoles, esclata-sangs, cames-seques), cuits al forn o a la paella, amb salsa o sense, per acompanyar carns; i els espàrrecs silvestres, molt preuats a l'oliaigua, en panaderes o simplement en truita.
L'oli d'oliva és el greix que s'utilitza per a cuinar els plats i també és molt comú en rebosteria, mentre que les olives mateixes són ben preuades en aquesta cuina, com també ho són les tàperes locals. Fins només fa unes dècades hi havia centenars d'oliveres a Menorca però actualment ja no es cultiven.
Les fruites són també abundants, en especial les figues, que es mengen també en plats salats, com per exemple l'oliaigua.
Amb la farina de blat es fan molts productes salats, als quals sovint la massa de pa envolta productes de la terra, com és el cas, per exemple, als rubiols, als flaons menorquins (pasta salada farcida amb formatge), a les agulles o els "croissants" (fets amb massa de pa i forma de mitja lluna) de sobrassada. Hi destaquen les formatjades, típiques de Setmana Santa. Les coques salades són habitualment rectangulars, obertes o tapades, i tradicionalment poden estar farcides de sofregit, de verdures o de pebrot, tot i que n'hi ha també amb carn o peix. La nit de Nadal és costum menjar, abans de la missa del Gall, panets farcits de carn picada i emborits, mullats en llet i cuits al forn. La sobrassada de soldat es menja menys sovint avui dia, consisteix en una llesca de pa de pagès amanida amb oli d'oliva, sal i pebre bord.
Alguns plats menorquins a base d'aquests ingredients són:
- Albergínies al forn, s'utilitza una mena d'albergínia local més petita i tendra, en làmines fines i es couen al forn en una sola capa, cobertes de pa ratllat, all picat i julivert picat. S'assembla a la carbassonada, amb carbassó en comptes d'albergínia, que sol tenir a més ceba trinxada i es menja també a les altres illes. També són típics els tomàquets al forn i el carbassó farcit.
- Oliaigu, en origen era la sopa més pobre, menjada quan no es tenia res. A l'estiu se sol menjar amb figues.[9]
- Perol, una capa de patates laminades, una altra de tomàquets laminats, cobert de pa ratllat, ail i julivert, i gratinat al forn. Es pot posar peix (orada o rogers, per exemple) entre les capes de patata i de tomàquet.[10]
- Sípia amb fesols, és un guisat amb sípia fresca i pèsols molt conegut que se serveix també típicament com a tapa. De vegades s'hi afegeixen pilotetes de carn picada i d'altres no.[11]

### Peix i marisc

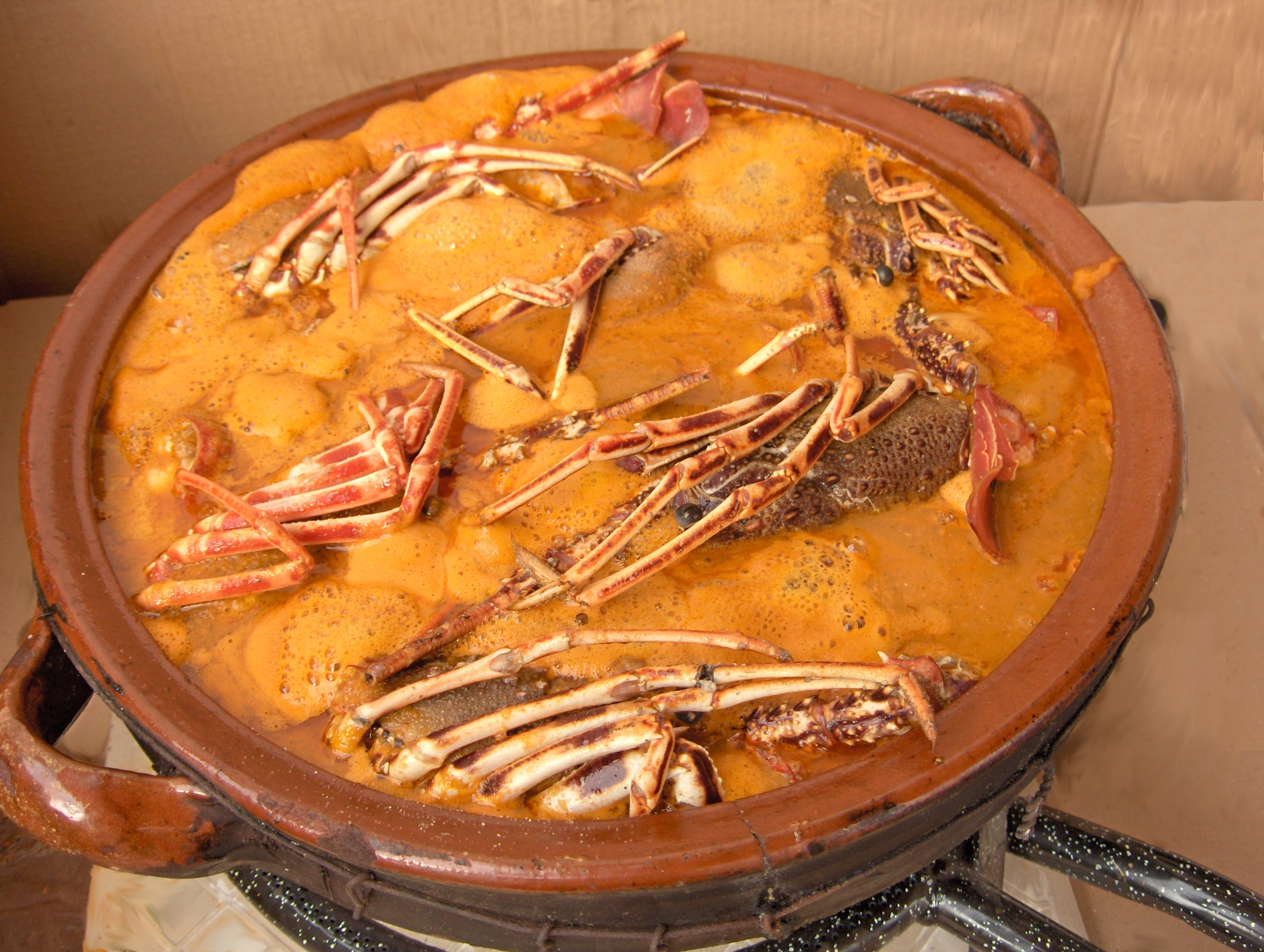
Caldera de llagosta, la més típicament menorquina

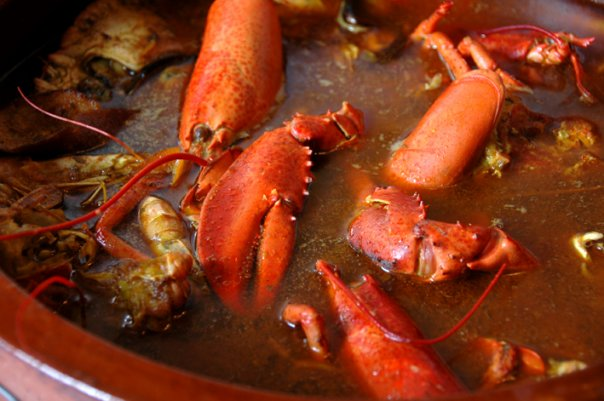
Caldera de llamàntol

Per la seva condició insular, els productes del mar són àmpliament consumits. Tradicionalment es menja tant peix blanc (com per exemple el rap o el lluç) com peix blau (com el verat o la sardina, per exemple), molt fresc, comprat el mateix dia que es pesca. Aquest tipus de cuina amb peix molt fresc és tradicional sobretot pel fet que la molts menorquins tenen barca, amb la que solien sortir a pescar els caps de setmana i a l'estiu era costum, i encara es manté, donar la volta a l'illa en barca, una excursió que obligava a menjar els peixos capturats per un mateix i cuinats a bord. L'escórpora o cap-roig, com el raor, és un peix molt apreciat i que havia estat molt abundant. Un altre peix molt apreciat és la rajada, que es pot cuinar al forn en una panadera, o també a la brasa o a la paella. El gerret menorquí també, que es diferencia de l'anglès en el fet que és gris blavós i menys comú.
També s'utilitzen nombrosos mariscs, crustacis i mol·luscs. Aquests productes, com els de la terra, canvien segons la temporada. Es cuinen en calderes o calderetes, arrossos, panaderes i de vegades també en pastissos salats o púdings, a més de freixits, a la planxa, a la brasa o al forn. A Menorca hi ha una gran tradició de menjar peixos variats, o fins i tot pop o calamar, en forma de mandonguilles. El pop i la sípia es cuinen tradicionalment en salsa a la cassola, tallats a rodanxes o quadradets respectivament. El bacallà ab burrida es fa lligant el suc del bacallà amb allioli, és un plat que té plats germans a Catalunya, Provença i altres països propers.
Alguns plats menorquins amb peix o marisc són:
- Calamars farcits, al forn o a la cassola, és una elaboració que ha quedat fixada al receptari menorquí[12] i que ha guanyat la seva fama per la seva subtilesa de matisos.[12]
- Caldera de llagosta, també coneguda com a "caldereta de llagosta" per a una corrupció lingüística dels anys 1960,[18] fins fa poc aquesta mena de suquet o sopa de pa era un plat pobre de pescadors, ja que les llagostes menorquines eren fàcils de trobar. Sobre un fons de ceba, tomàquet, all i julivert s'afegeix la llagosta trossejada i es cou a foc viu. La caldera és el plat menorquí més conegut internacionalment[12] i, de totes les calderes menorquines, la més emblemàtica és la de llagosta.[12] Altres calderes que es fan molt són a base de peix, sovint de roca, com la caldera de nero.
- Escopinyes al forn cobertes de pa ratllat, all i julivert. Els musclos al forn es cuinen de la mateixa manera.
- Pilotes de cap-roig,[16] amb salsa feta amb un sofregit i picada. Alguns posen una mica de formatge de Maó ratllat a les mandonguilles, barrejat amb el peix. Es poden fer amb altres peixos, per exemple, els que s'utilitzen a les sopes. També es fan mandonguilles de carn amb salsa, que en aquest cas conté pinyons, i que a més de plat es poden menjar com a tapa en bars.[19]

### Carns
Però també es menja carn. Localment la ramaderia del porc és habitual, perquè és fàcil de criar i se n'obtenen embotits tradicionals, i la de la vaca també, que té l'ús ben tradicional de la llet, per a fer formatge entre altres coses, i de la carn, i la pell també s'aprofita per a l'artesania local tradicional. Una receta molt antiga són, per exemple, els feixets o perdius de capella, uns rotllets de vedella tallada molt fina i farcits amb ou cuit, cansalada i sobrassada.
Hi ha espècies autòctones de gallina i de be. També es consumeix xai, pollastre i conill.
Les carns de caça, que actualment està molt limitada, són principalment conills i aus, els conills es cacen amb l'ajuda de gossos, entre els quals destaca una raca autòctona, el ca de conills, i escopetes, mentre que per les aus les tècniques típiques són el reclam amb mascles i els filats en coll.
Els cargols, tant en preparacions simples, amb allioli, per exemple, com en d'altres molt més sofisticades, com els cargols amb cranca (cranc pelut femella).
Alguns plats menorquins amb carns o embotits són:
- Arròs de la terra, no es fa amb arròs sinó amb blat trencat al morter, cuit al forn amb embotits variats. Recorda el cuscús africà.[21]
- Frit de xai o de porc, de vegades dit frit menorquí a l'illa.
- Macarrons amb grevi,[22] els macarrons amb carn, a mig camí entre la manera italiana típica (es cou la pasta per separat i s'afegeix després la resta) i la catalana tradicional (la pasta es cou al final amb la resta d'ingredients, com als fideus a la cassola). O potser una influència britànica, on el gravy és una mena de fons de carn senzill.

## Postres i pastisseria típica

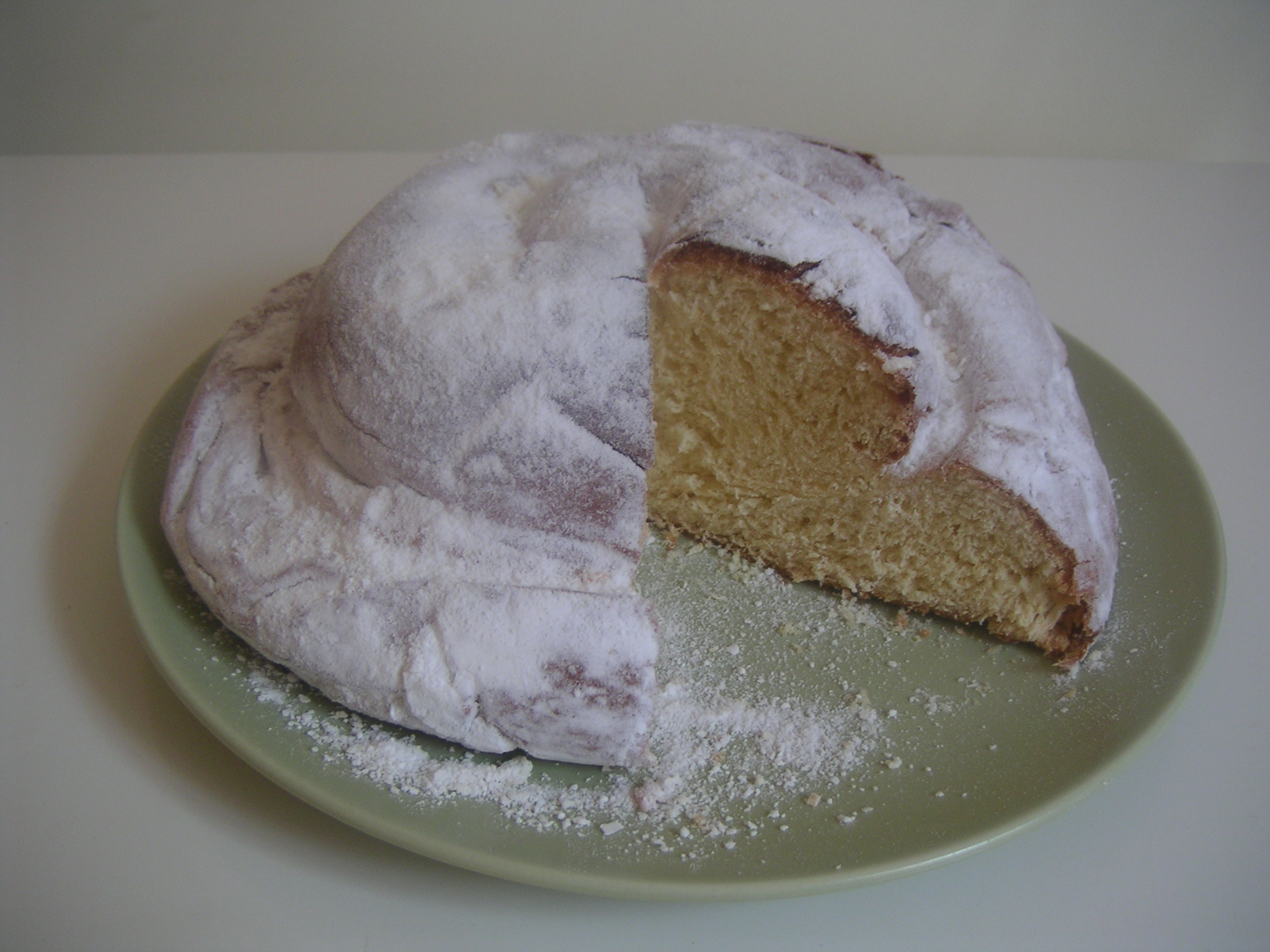
Coca bamba

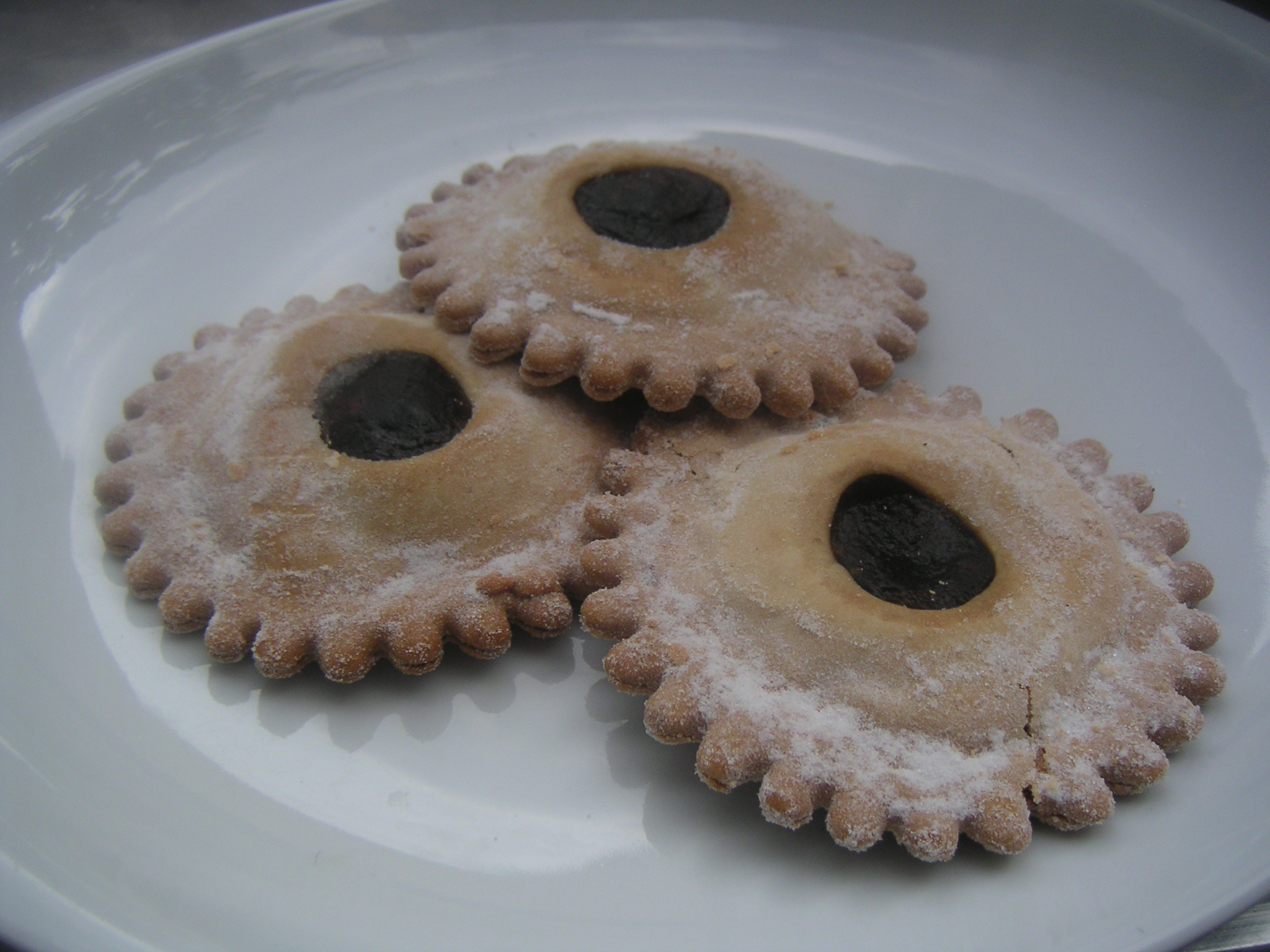
Crespells

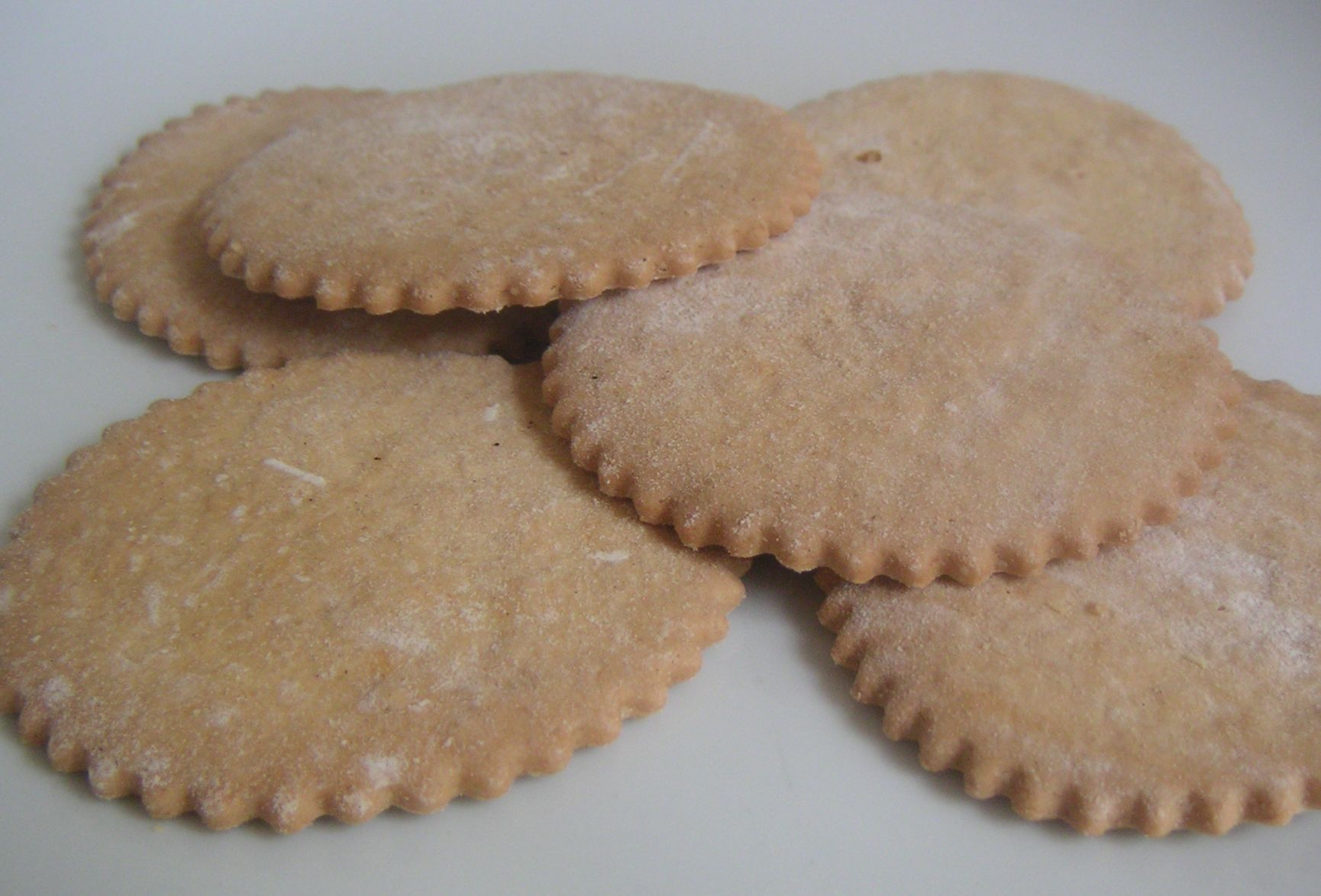
Crespellets

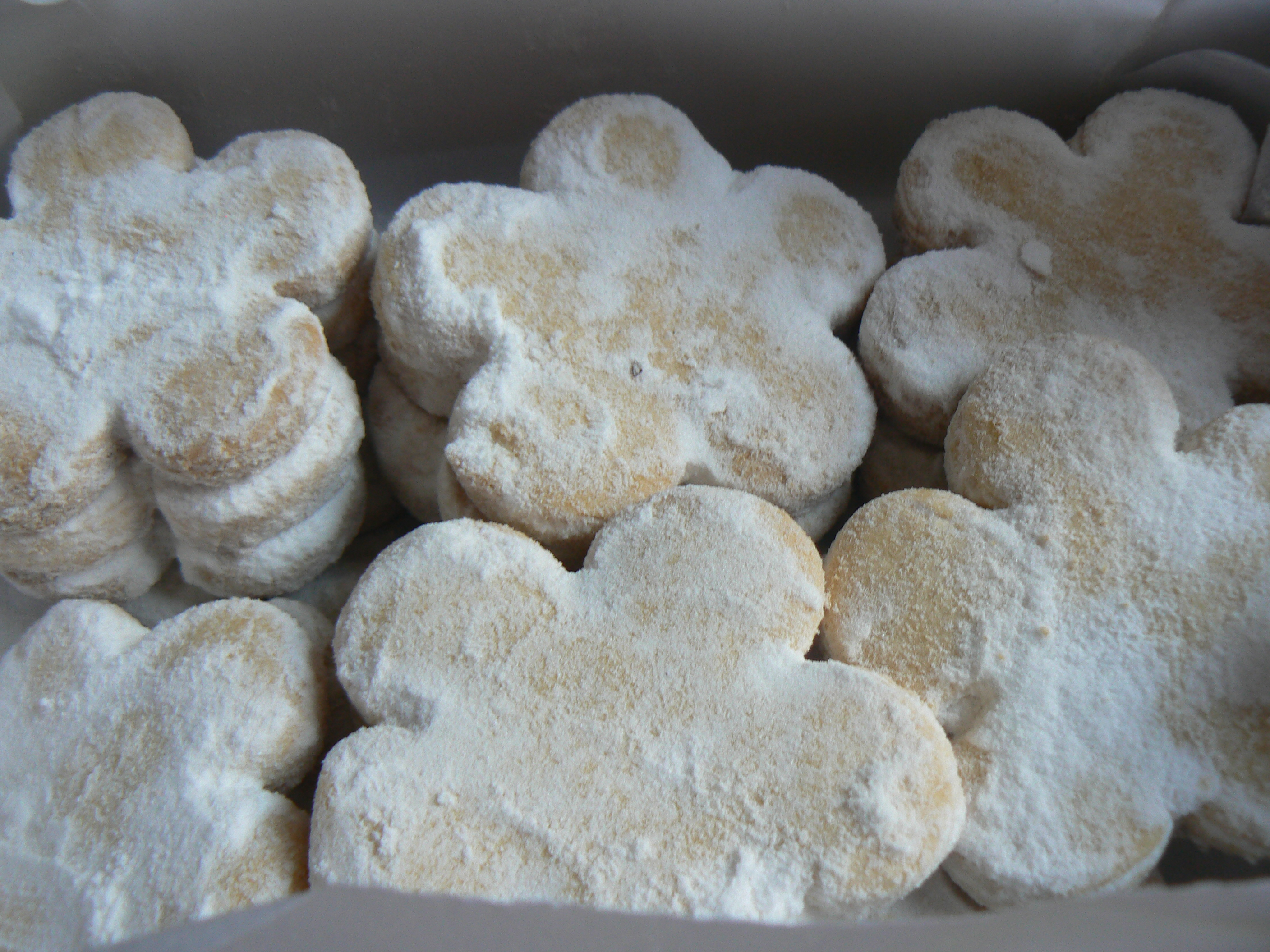
Pastissets

La reposteria menorquina incorpora idees, tècniques i productes de cultures tan diferents com la jueva, l'àrab i l'anglesa. El breu pas dels francesos els va servir per crear el "gató" (que ve de "pastís" o "cóc" en francès), segons la tècnica de les mestresses de casa franceses del moment, però incorporant les atmelles a la recepta. Dels anglesos s'ha pres el gust pels púdings, la utilització abontant de crema (catalana) i de merenga (a la italiana) per aprofitar les clares i decorar les postres i els pastissos. Comparteix amb Sicília els farcits dolços a base de brossat. Altres farcits dolços habituals són el figat, el codonyat, el cabell d'àngel i la melmelada de poma i carabassa. El gust per les receptes molt dolces és comú amb els veïns del sud de la mediterrània.
- Amargos, galetes fetes amb clares d'ou i ametles, similars ametllats, als amaretti italians i als macarons francesos.
- Bunyols de tots sants, fets amb formatge tendre de Maó pel dia de Tots Sants (també es fan panellets).
- Carquinyols menorquins o carquinyols des Mercadal, diferents als carquinyolis continentals en qué són quadrats, com pastilles de xocolata, i són de textura homogènia, tot i que també són secs i durs. Es fan amb ametlles, clara d'ou, sucre i farina.
- Coca de tomàtiga de Ciutadella, coca destapada amb rodanxes de tomàquet, all, julivert, sucre i galeta picada.
- Coca bamba (o coca de Sant Joan a Ciutadella), coca alta amb forma de cargol que conté patata bullida i es menja a l'esmorzar, al berenar o amb xocolata desfeta a les festes patronals. Amb les que queden dures se sol fer púding. Amb la mateixa recepta de la coca bamba es fan també coquetes individuals rodones i cobertes d'albercocs, cireres o una altra fruita de temporada. Amb la mateixa massa es fan els bunyols de pasta bamba.
- Crespells, a Menorca són pastetes en forma de flor d'uns dotze pètals, cobertes de sucre fi i farcides de melmelada o d'una pasta a base de recuit i llimona, amb un forat rodó al mig que permet veure de què estan farcides. A les altres illes els "crespells" són altres coses.
- Crespellets o crespellines, pastes seques rodones, grans i primes, amb la vora dentada.
- Cuscussó, té l'aspecte de barra de pa coberta de fruita confitada i pinyons com una coca de Sant Joan. La massa es fa amb pa de pagès, el qual es remulla amb aigua i sucre, s'incorporen ametlles, canyella, pell de llimona, etc. i es pasta de nou.
- Ensaïmada, es fa a Mallorca i a Menorca.
- Formatjades de brossat, formatjades dolces farcides d'una mescla que conté recuit i pell de llimona.
- Galetes d'Alaior, una mena de brioix rodó amb un "forat tancat" al mig. La massa incorpora una mica de matalahúga. Es mengen sobretot a l'esmorzar i al berenar, mullades amb la llet. Es poden obrir per la meitat i untar amb melmelada o mel. N'hi a de toves i de dures, segons l'aspecte de la capa superficial exterior.
- Gató (pastís), un cóc on la farina se substitueix per ametlles picades.
- Macarrons de Ciutadella, petites pastes blanques que es fan amb clara d'ou, molt de sucre i de vegades també trossets d'ametlla. Tenen forma de flor de sis puntes.
- Orellanes, pronunciades oranes a Menorca,[23] són fines, irregulars i cruixents, aromatitzades amb moscatell i servides amb mel tèbia.
- Pastissets (menorquins), a Menorca són pastetes en forma de flor de cinc o sis pètals, cobertes de sucre fi i fetes amb saïm, farina, ou, sucre, pell ratllada de llimona.
- Púding de brossat menorquí, amb galetes d'Alaior i tradicionalment adornat amb panses i pinyons.
- Púding de coca bamba, o de vegades es fa amb ensaïmades, semblant a un flam més consistent i que es talla a trossos.
- Raïm amb formatge, unes postres senzilles.
- Rubiol, una panada dolça pareguda a la casqueta de Catalunya o el pastisset dolç valencià típic de Mallorca i Menorca.
- Rissats, galetes rectangulars, de pasta similar a les crespellines, a les que es dibuixen unes ones arrissades a la superfície amb una forquilla.
- Tatis, carquinyolis com els catalans però de xocolata.
- Torró cremat d'es Mercadal.
- Tortada, un cóc d'ametlles picades, freqüent a la gastronomia espanyola, que a Menorca té la particularitat que se sol cobrir completament amb rovell d'ou cremat i merenga, de vegades també per sobre de la capa de rovell d'ou i sucre. Aquesta decoració és molt típica de l'illa, i se sol trobar també a les mones de Pasqua, a pastissos d'aniversari i als braços de gitano (que, si no estan farcits de crema catalana, solen estar també farcits a dintre amb rovell d'ou), per exemple.
- El jaleo són unes postres tradicionals i populars menorquines consistents a llesques de formatge de Maó semicurat cobertes de figat.[cal citació]

## Begudes típiques

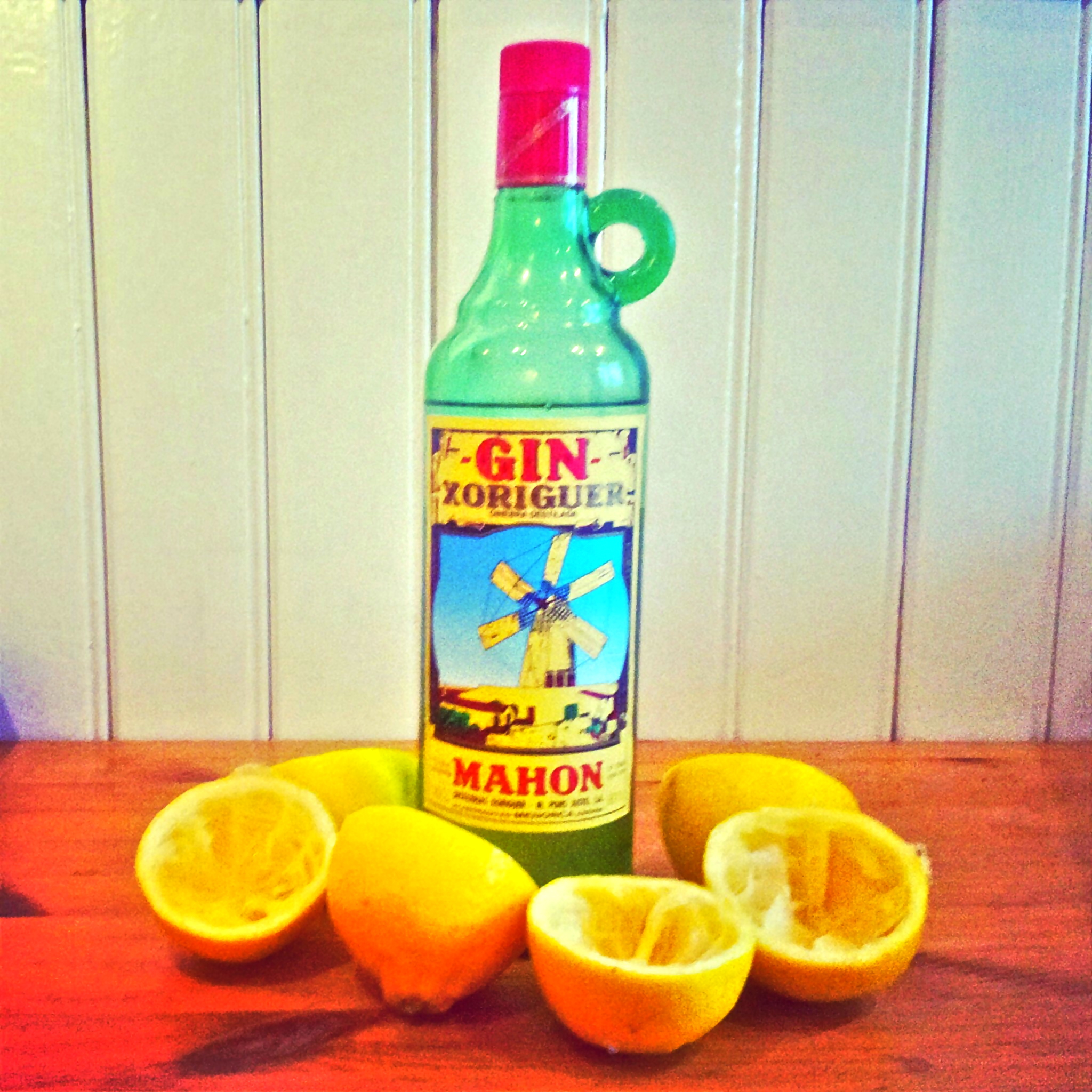
Gin de Menorca

- Calent. Beguda artesanal a la qual s'infusinen herbes, canyella, anís i safrà, que es beu calenta o amb gel.
- Estomagale, beguda suau, amb un gust i textura molt particulars.
- Frígola és farigola a Menorca. A les Pitiüses, és també un digestiu tradicional fet amb flors de farigola.
- Gin de Menorca, prové de la presència britànica a l'illa al segle xviii. La destil·leria Xoriguer, que fa el conegut Gin Xoriguer, es troba al port de Maó.
- Licor de roses, gessamí i canyella. És un licor d'origen grec que van portar treballadors i comerciants grecs al segle xviii i que a Menorca se serveix als batejos.[24]
- Pellofa, gin amb pell de llimona i una mica de sifó.
- Pomada, gin amb llimonada.
- Ratafia menorquina, es fa macerant durant vuit dies aiguardent amb herbes de l'illa, escorça de llimona, nou verda, clavell, nou moscada i canyella. També es fan altres licors amb camamil·la de Maó, flor de taronger o llimoner, etc.[25]
- Sengri, una mena de punch calent amb vi aromatitzat, que data de l'època de la presència britànica, al segle xviii. Malgrat la semblança del mot, no té res a veure amb la sangria.
- El vi es cultiva a Menorca des de temps immemorials. Actualment, hi ha quatre bodegues: Viña Sa Cudía, Viñas Binifadet, Ferrer de Muntpalau i la Bodega Vi de s'Illa en Alaior; que compten amb el distintiu "Vi de la terra illa de Menorca" i han obtingut distincions internacionals.
- La malvasia es va començar a produir a Menorca amb el comerç amb la Grècia Clàssica, en especial a Alaior i Sant Lluís, però posteriorment es va perdre. Des de 2005 es torna a cultivar amb parres procedents de Còrsega, que té característiques geològiques i de clima semblants a Menorca.[26]
- Licors de fruites. Es fan macerant els fruits (magrana, etc.) en aiguardent.

## Fires i festes gastronòmiques
Des de 2007 se celebra cada abril la fira gastronòmica CuinaArt Menorca, de productes i gastronomia menorquins. Consta d'expositors, debats, degustacions, conferències, etc. i està dirigida a públic professional i no professional.